# زهير عبد الخالق
زهير عبد الخالق البخيت، لاعب كرة قدم كويتي سابق. لعب مع نادي الكويت، 

## مسيرته الرياضية
بدأ مسيرته الرياضية سنة 1974 مع نادي الكويت وسجل هدف في نهائي كأس الأمير 1976/1977، وسجل هدف في نهائي كأس الأمير 1977/1978. اختير للمنتخب الوطني سنة 1976 عن طريق المدرب البرازيلي ماريو زاغالو.